# Leptohymenium brasiliense
Leptohymenium brasiliense là một loài Rêu trong họ Hylocomiaceae. Loài này được (Hampe) A. Jaeger mô tả khoa học đầu tiên năm 1878.